# Bimal Gharti Magar
Bimal Gharti Magar (en nepalí: विमल घर्ती मगर, 26 de enero de 1998, Nawalparasi) es un futbolista nepalí que se desempeña en la posición de delantero. Actualmente juega en el Machhindra Football Club de la Liga Nacional de Nepal, la primera división del fútbol de Nepal.
Producto de la Academia Central ANFA, controlada por la Asociación de Fútbol de Nepal (ANFA), Bimal Gharti Magar captó la atención de varios clubes de Bélgica entre los que se cuentan Club Brujas, Racing Genk y Lokeren pero debido a su corta edad y a otras circunstancias no pudo ser contratado por ninguno de estos equipos. Hasta el momento solo ha jugado por clubes de su país.